# Balawat

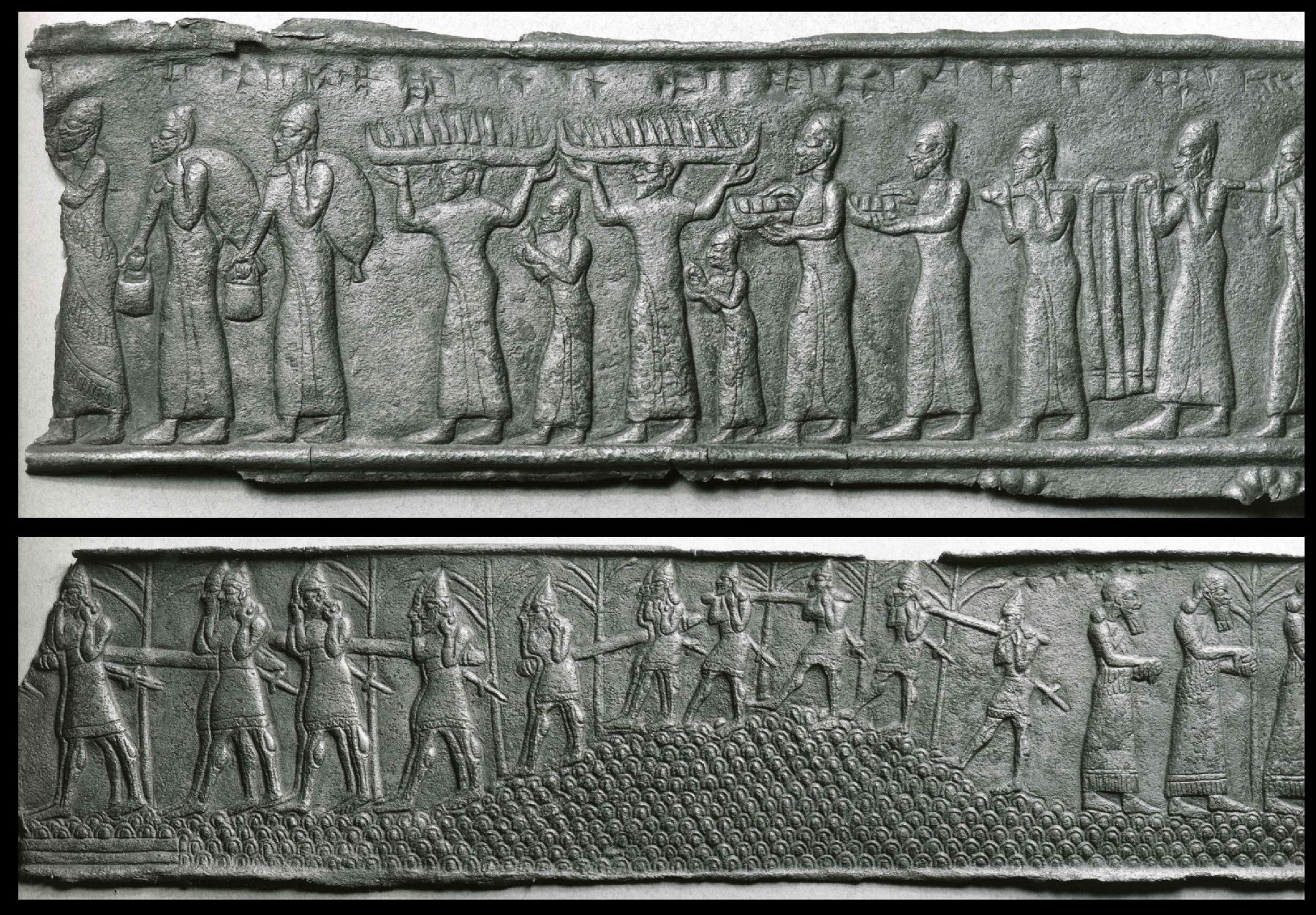
Fragment van de bronzen reliëfs van de deuren van Balawat

Balawat of Tell Balawat (oud: Imgur-Enlil) is een tell of nederzettingsheuvel op ongeveer 15 km ten noordwesten van Nimrud in het gouvernement Ninawa in Irak.
In 1876 onderzocht Hormuzd Rassam de archeologische vindplaats en vond er het met uitbundige reliëfs versierde bronzen beslag van deuren van grote toegangspoorten die waren opgericht door de Assyrische koningen Assurnasirpal II en Shalmanaser III. In een gebouw dat hij opgroef vond hij een stenen inscriptie uit de tijd van Assurnasirpal II met de oude naam van de plaats: Imgur-Enlil.
Omdat er twijfels bestonden over het verhaal van Rassam over hoe hij het bronzen beslag gevonden had, liet Max Mallowan de vindplaats in 1956 en 1957 opnieuw onderzoeken. Dit onderzoek werd uitgevoerd door de British School for Archaeology in Iraq en bevestigde het verhaal van Rassam. Tijdens deze opgraving werd een deel van een kleine tempel opgegraven en een kamer die mogelijk deel uitmaakte van een koninklijk paleis. Een archeologische veldverkenning toonde aan dat de plaats ongeveer 64 hectare groot was.